# Маруашвили, Георгий Минаевич
Георгий Минаевич Маруашвили  (груз. გიორგი მარუაშვილი) — советский учёный, государственный и политический деятель, член-корреспондент АМН СССР, заслуженный деятель науки Грузинской ССР.

## Биография
Родился 10 декабря (23 декабря по новому стилю) 1910 года в Тифлисе. Член КПСС.
С 1933 года — на хозяйственной, общественной и политической работе. В 1933—1985 гг. — научный работник, директор Ин-та паразитологии и тропической медицины, профессор, заведующий кафедрой медицинской паразитологии Тбилисского института усовершенствования врачей, министр здравоохранения Грузинской ССР, заведующий кафедрой медицинской паразитологии Тбилисского института усовершенствования врачей.
Избирался депутатом Верховного Совета Грузинской ССР 5-го созыва.
Умер в 1989 году.